# Seleção Norueguesa de Voleibol Feminino
A seleção norueguesa de voleibol feminino é uma equipe europeia composta pelas melhores jogadoras de voleibol da Noruega. A equipe é mantida pela Federação Norueguesa de Voleibol (Norges Volleyballforbund). Encontra-se na 125ª  do ranking mundial da FIVB segundo dados de 6 de outubro de 2015.